# Alfred Bucherer

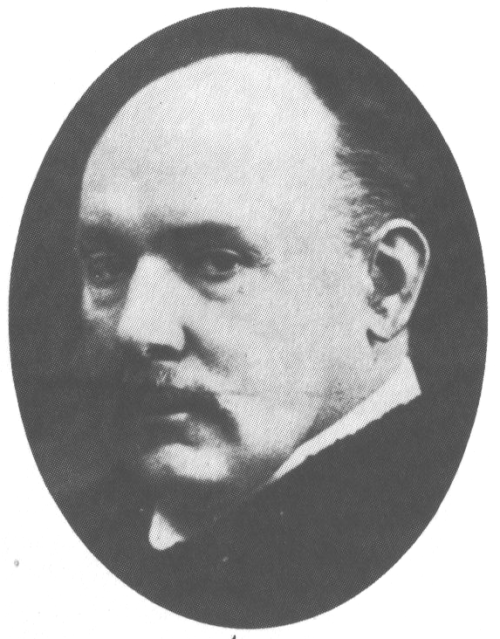
Alfred Bucherer

Alfred Heinrich Bucherer (* 9. Juli 1863 in Köln; † 16. April 1927 in Bonn) war ein deutscher Physiker, der vor allem für seine Experimente zur relativistischen Masse bekannt wurde. Bucherer war auch der Erste, der wörtlich den Begriff „Einsteinsche Relativitätstheorie“ gebrauchte.

## Ausbildung und Werk
Alfred Bucherer studierte von 1884 bis 1899 an der Leibniz-Universität Hannover, der Johns-Hopkins-Universität Baltimore, der Universität Straßburg und der Universität Leipzig. An der Rheinischen Friedrich-Wilhelms-Universität Bonn schloss er 1899 seine Habilitation ab. Im Anschluss daran lehrte er ebenda bis 1923 Physik und Mathematik.
1903 veröffentlichte Alfred Bucherer das erste in deutscher Sprache erschienene Buch, das sich ausschließlich mit der Darstellung der Vektorrechnung beschäftigte.
Wie Henri Poincaré (1895 und 1900), so glaubte auch Alfred Bucherer (1903 b) an die Gültigkeit des Relativitätsprinzips, das heißt alle Beschreibungen der elektrodynamischen Effekte dürfen nur Relativbewegungen der Körper, nicht des Äthers, enthalten. Jedoch ging er noch einen Schritt weiter und leitete daraus die Nichtexistenz des Äthers ab. Die Theorie, welche er darauf aufbauend 1906 entwickelte, beinhaltete auch die Annahme, dass der Raum eine Geometrie besitze. Jedoch war seine Theorie recht vage formuliert, und 1908 konnte Walter Ritz zeigen, dass sie sich überdies als widersprüchlich entpuppte. Im Gegensatz zu Albert Einsteins Relativitätstheorie zog Alfred Bucherer allerdings aus der Verwerfung des Äthers auch keine Konsequenzen in Bezug auf die Relativität der Zeit.
Dabei war Alfred Bucherer 1906 der Erste, der in allerdings kritischer Weise den Begriff „Relativitätstheorie“ für Einsteins Theorie verwendete, indem er Max Plancks Bezeichnung „Relativtheorie“ für die „Lorentz-Einstein-Theorie“ abwandelte.
Er selbst verwarf 1908 jedoch bald seine eigene Version des Relativitätsprinzips und wurde ein Anhänger der „Lorentz-Einstein-Theorie“.
Von Bedeutung war auch sein 1904 entwickeltes Elektronenmodell, nach welchem das Elektron in Bewegungsrichtung kontrahiert und senkrecht dazu expandiert; unabhängig von ihm hatte Paul Langevin 1905 ein sehr ähnliches Modell aufgestellt. Das „Bucherer-Langevin-Modell“ war eine Alternative:
- zum Elektronenmodell von Hendrik Antoon Lorentz (1899), Henri Poincaré (1905 und 1906) und Albert Einstein (1905), wonach das Elektron aufgrund der Längenkontraktion zwar auch kontrahiert, jedoch senkrecht dazu nicht expandiert,
- und dem Modell von Max Abraham, wonach das Elektron als starr aufzufassen ist.

Alle drei Modelle sagten voraus, dass die Masse eine Elektrons zunimmt, je näher es sich der Lichtgeschwindigkeit annähert. Nachdem das „Bucherer-Langevin-Modell“ relativ schnell verworfen wurde, ging es darum, zwischen der Abrahamschen und der Lorentz-Einsteinschen Formel zu unterscheiden. Besonders wichtig waren in diesem Zusammenhang Bucherers Experimente (1908), in welchen er die Experimente zur Geschwindigkeitsabhängigkeit der Masse von Walter Kaufmann verbessert wiederholte. Kaufmann war zwar der Erste (1901 bis 1903), der nachwies, dass die Masse mit der Geschwindigkeit variierte, jedoch glaubte er, dass die Daten seiner neueren Experimente (1905) eher für Abrahams Theorie sprachen. Bucherer hingegen glaubte, dass seine eigenen Experimente das Lorentz-Einsteinsche Modell und somit das Relativitätsprinzip bestätigt hätten. Dem folgend wurden in vielen Darstellungen Bucherers Messungen (welche 1914 beispielsweise von Neumann wiederholt wurden) als Bestätigung für die spezielle Relativitätstheorie sowie die relativistische Masse und als Widerlegung der Abrahamschen Theorie gewertet (dies wurde jedoch von Adolf Bestelmeyer sogleich in Zweifel gezogen). Sehr viel später (1938) wurde festgestellt, dass die Kaufmann-Bucherer-Neumann-Experimente zwar allgemein die Geschwindigkeitsabhängigkeit der Masse bestätigten, jedoch nicht genau genug waren, um zwischen den verschiedenen konkurrierenden Modellen zu unterscheiden. Das ist erst 1940 zugunsten der Relativitätstheorie gelungen.
Alfred Bucherer kritisierte (1923 und 1924) in einigen Arbeiten die allgemeine Relativitätstheorie. Diese Kritik wurde jedoch von Wenzl zurückgewiesen, der auf eine Fehlinterpretation des Äquivalenzprinzips durch Bucherer verwies.

## Ehrungen
- 1921: Fellow der American Physical Society (APS)[7].
- 1937: Die Alfred-Bucherer-Straße im Bonner Ortsteil Endenich wurde nach ihm benannt.[8]

## Publikationen
- Die Wirkung des Magnetismus auf die electromotorische Kraft. In: Annalen der Physik. Band 294, Nr. 7, 1896, S. 564–578, doi:10.1002/andp.18962940710.
- Nachtrag zu: Die Wirkung des Magnetismus auf die electromotorische Kraft. In: Annalen der Physik. Band 295, Nr. 12, 1896, S. 735–741, doi:10.1002/andp.18962951208.
- Berichtigung zu „Magnetismus und electromotorische Kraft“. In: Annalen der Physik. Band 297, Nr. 8, 1897, S. 807, doi:10.1002/andp.18972970814.
- Ueber osmotischen Druck. In: Annalen der Physik. Band 300, Nr. 3, 1898, S. 549–554, doi:10.1002/andp.18983000307.
- Zur Theorie der Thermoelektricität der Elektrolyte. In: Annalen der Physik. Band 308, Nr. 10, 1900, S. 204–209, doi:10.1002/andp.19003081004.
- Ueber das Kraftfeld einer sich gleichförmig bewegenden Ladung. In: Annalen der Physik. Band 313, Nr. 6, 1902, S. 326–335, doi:10.1002/andp.19023130606.
- Berichtigung. In: Annalen der Physik. Band 314, Nr. 9, 1902, S. 496, doi:10.1002/andp.19023141015.
- Elemente der Vektor-Analysis mit Beispielen aus der theoretischen Physik. Teubner, Leipzig 1903.
- Über den Einfluß der Erdbewegung auf die Intensität des Lichtes. In: Annalen der Physik. Band 316, Nr. 6, 1903, S. 270–283, doi:10.1002/andp.19033160604.
- Mathematische Einführung in die Elektronentheorie. Teubner, Leipzig 1904.
- Das deformierte Elektron und die Theorie des Elektromagnetismus. In: Physikalische Zeitschrift. Band 6, 1905, S. 833–834.
- Ein Versuch, den Elektromagnetismus auf Grund der Relativbewegung darzustellen. In: Physikalische Zeitschrift. Band 7, 1906, S. 553–557.
- On a new Principle of Relativity in Electromagnetism. In: Philosophical Magazine. Band 13, 1907, S. 413–421 (englisch).
- The Action of Uniform Electric and Magnetic Fields on Moving Electrons. In: Philosophical Magazine. Band 13, 1907, S. 721 (englisch).
- Messungen an Becquerelstrahlen. Die experimentelle Bestätigung der Lorentz-Einsteinschen Theorie. In: Physikalische Zeitschrift. Band 9, 1908, S. 755–762.
- On the Principle of Relativity and on the Electromagnetic Mass of the Electron. A Reply to Mr. Cunningham. In: Philosophical Magazine. Band 15, 1908, S. 316–318 (englisch).
- Die experimentelle Bestätigung des Relativitätsprinzips. In: Annalen der Physik. Band 333, Nr. 3, 1909, S. 513–536, doi:10.1002/andp.19093330305.
- Nachtrag zu meiner Arbeit: „Bestätigung des Relativitätsprinzips“. In: Annalen der Physik. Band 334, Nr. 10, 1909, S. 1063, doi:10.1002/andp.19093341011.
- Antwort auf die Kritik des Hrn. E. Bestelmeyer bezüglich meiner experimentellen Bestätigung des Relativitätsprinzips. In: Annalen der Physik. Band 335, Nr. 15, 1909, S. 974–986, doi:10.1002/andp.19093351506.
- Erwiderung auf die Bemerkungen des Hrn. A. Bestelmeyer. In: Annalen der Physik. Band 338, Nr. 14, 1910, S. 853–856, doi:10.1002/andp.19103381414.
- Die neuesten Bestimmungen der spezifischen Ladung des Elektrons. In: Annalen der Physik. Band 342, Nr. 3, 1912, S. 597–598, doi:10.1002/andp.19123420311.
- Gravitation und Quantentheorie. In: Annalen der Physik. Band 373, Nr. 9, 1922, S. 1–10, doi:10.1002/andp.19223730902.
- Gravitation und Quantentheorie. II. In: Annalen der Physik. Band 373, Nr. 14, 1922, S. 545–550, doi:10.1002/andp.19223731403.
- Die Rolle des Standorts in der Relativitätstheorie. Eine Antwort auf die Kritik des Hrn. A. Wenzl. In: Annalen der Physik. Band 378, Nr. 5–6, 1924, S. 397–402, doi:10.1002/andp.19243780506 (Online).
- Berichtigung zur Arbeit „Die Rolle des Standorts in der Relativitätstheorie“. In: Annalen der Physik. Band 379, Nr. 9, 1924, S. 104, doi:10.1002/andp.19243790906.